# 7824 Lynch
7824 Lynch eller 1991 RM2 är en asteroid i huvudbältet som upptäcktes 7 september 1991 av den amerikanske astronomen Eleanor F. Helin vid Palomar-observatoriet. Den är uppkallad efter William Lynch III.
Asteroiden har en diameter på ungefär 5 kilometer.